# Fona

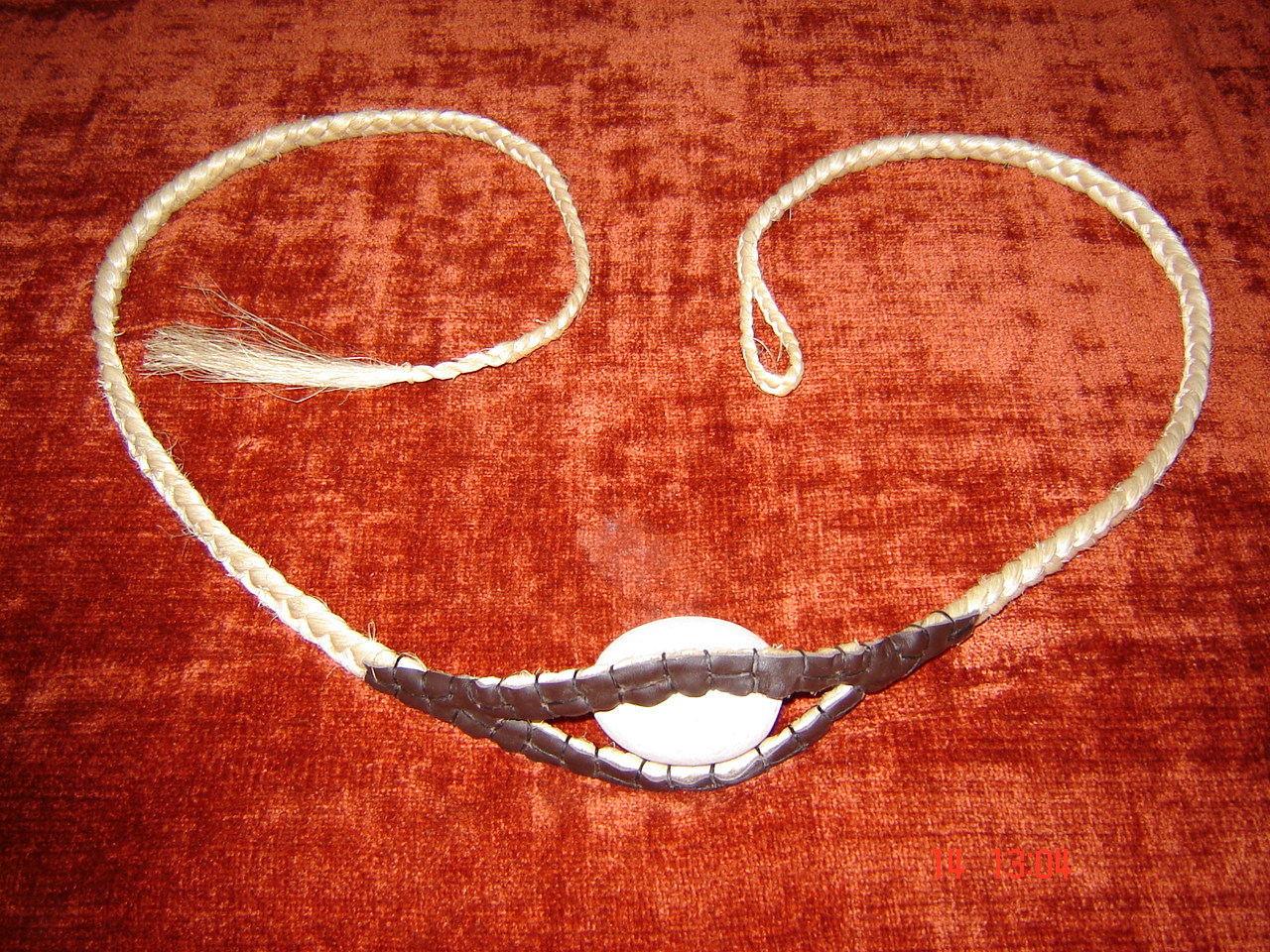
Reconstrucció d'una fona balear.

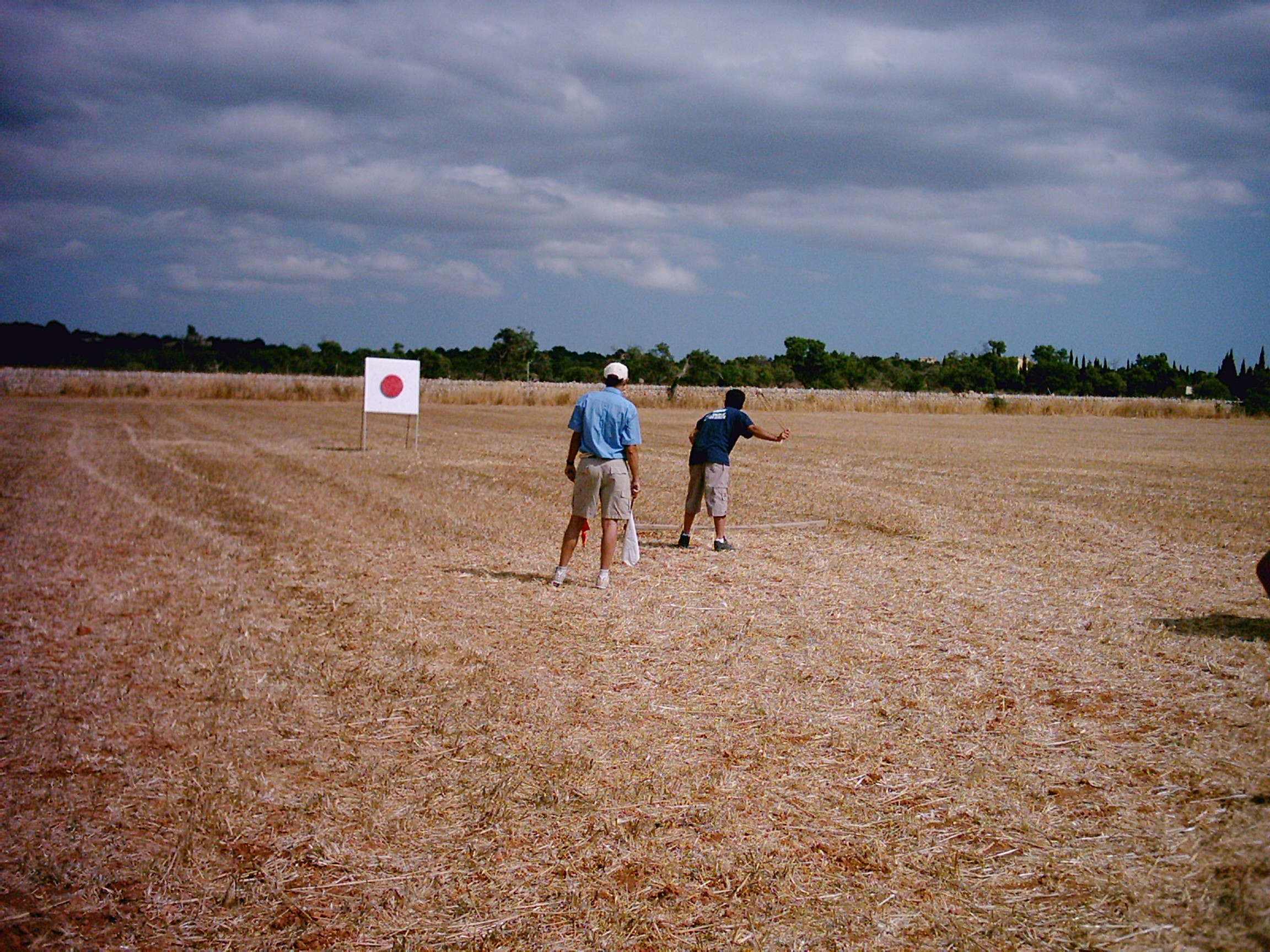
Tir amb la fona.

La fona, mandró o bassetja (o passetja) és una eina consistent en una corda o pell que permet projectar objectes a llarga distància. Pot ser emprat com a material de cacera o com a arma. El foner és el qui utilitza la fona; es fa servir sovint per referir-se als guerrers que lluitaven amb la fona en temps passats.

## Història
La fona és una eina molt antiga. Eren de les armes més mortals, però l'interval entre projectil i projectil era més gran, i això els restava importància enfront de les sagetes i els dards.
Segons l'Antic Testament, és la que va fer servir el David bíblic per derrotar Goliat.
Els foners balears tenien fama dins tota la Mediterrània de ser-ne molt destres en el maneig, i molts de foners foren reclutats com a mercenaris pels cartaginesos per lluitar en les guerres púniques contra els romans. Justament, dues de les possibles etimologies pel gentilici balear fan referència a l'ús de la fona: bé de l'idioma púnic ba’ lé yaroh ('mestres del llançament'), bé del grec βάλλω (bállō, 'llançar').
Els grecs i els romans feien servir, a més de pedres, peces de plom punxegudes per les dues puntes anomenades glans, que solien tenir una inscripció.
Els inques també van desenvolupar separadament les fones.
A partir del segle xvi, amb l'auge de les armes de foc, pràcticament en va desaparèixer l'ús militar i el seu caràcter és més reservat a l'entreteniment per a mesurar la capacitat de tocar un blanc amb precisió.

## Variants

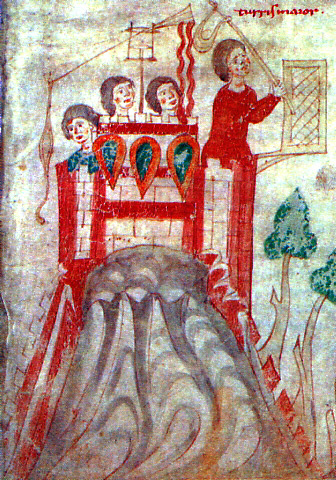
Trabuquet medieval de tracció al costat d'un foner de bàcul

### Fona de bastó
La fona de bastó, també coneguda com a fona de pentagrama o fustíbal (llatí: fustibalus; francès: fustibale), consisteix en un bastó (un tros de fusta) amb una fona curta en un extrem. Una de les cordes de la fona està fermament unida al bastó i l'altre extrem té un llaç que pot lliscar i alliberar el projectil. Les fondes de pentagrama són extremadament poderoses perquè el pentagrama pot arribar a mesurar fins a dos metres, creant una poderosa palanca. L'art antic mostra els foners subjectant les fones de bastó per un extrem, amb la butxaca darrere seu, i utilitzant les dues mans per llançar els bastons endavant per sobre dels seus caps.
La fona de bastó té un abast similar o superior al de la fona de pastor, i pot ser tan precisa en mans practicades. En general, és adequada per als projectils més pesats i les situacions de setge, ja que les fones de bastó poden assolir trajectòries molt pronunciades per llançar-les per sobre d'obstacles com els murs dels castells. El propi bastó es pot convertir en una arma de combat cos a cos en un combat cos a cos. La fona de bastó és capaç de llançar projectils pesats a una distància molt més gran i amb un arc més elevat que una fona de mà. Les fones de bastó es van utilitzar fins ben entrada l'era de la pólvora com a llançagranades, i es van emprar en el combat entre vaixells per llançar incendiaris.

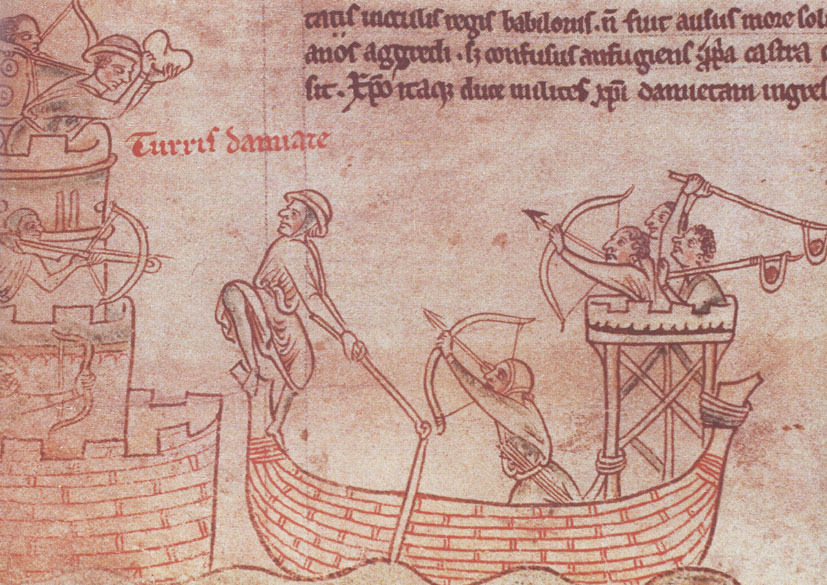
Fones de bastó medievals (castell de popa)

#### Piao Shi(pedra del remolí)
Piao Shi (飃石, lit. 'pedra de remolí'), també conegut com Shou Pao (手砲, lit. canó de mà) durant el període de la Song, és el nom xinès de la fona de bastó. Consisteix en una corda curta lligada a un extrem d'una vara de bambú de cinc txi, i sol emprar-se en la defensa de setges amb llançapedres més grossos. Es representa i descriu al Ji Xiao Xin Shu (紀效新書).

### Cestros
El cestros (també conegut com a cestrosfèndona, en grec κεστροσφενδόνη) és una arma de fona esmentada per Tit Livi i Polibi. Sembla que era un dard pesat (míssil) llançat amb d'una fonda de cuir. Es va inventar l'any 168 aC, i va ser emprada per tropes macedòniques del rei Perseu en la Tercera Guerra Macedònica.

### Màquines de setge
El trabuquet de tracció era una màquina de setge que utilitzava la força dels homes que estiraven les cordes o l'energia emmagatzemada en un pes elevat per fer girar el que era, de nou, una eslinga de bastó. Estava dissenyat de manera que, quan el braç llançador del trabuquet havia girat prou endavant, un extrem de l'eslinga es desprenia automàticament i alliberava el projectil. Alguns trabuquets eren petits i eren manejats per una tripulació molt reduïda; no obstant això, a diferència de l'onagre, era possible construir el trabuquet a escala gegantina: aquests gegants podien llançar enormes roques a distàncies enormes. Els trabuquets són, en essència, profundes mecanitzades.

## Construcció
Un cabestrell clàssic està trenat amb un material no elàstic. Els materials tradicionals són el lli, el cànem o la llana. Estrabó (III 5.1) diu que les fones balears eren de melàncranis, és a dir, una casta de jonc. El lli i el cànem resisteixen a la putrefacció, però la llana és més suau i còmoda. El polièster és un material excel·lent per a les eslingues modernes, perquè no es podreix ni s'estira i és suau i no té estelles.
Les cordes trenades s'utilitzen amb preferència a la corda recargolada, ja que un trenat resisteix la torsió quan s'estira. Això millora la precisió.
La longitud total d'una fona pot variar. Un arnès pot tenir eslingues de diferents longituds. Una eslinga més llarga s'utilitza quan cal un abast més gran. Una longitud d'aproximadament 61-100 cm és típica.
Al centre de l'eslinga es construeix un bressol o bossa. Aquesta pot estar formada per un trenat ample del mateix material que les cordes o per la inserció d'una peça d'un material diferent com el cuir. El bressol sol tenir forma de diamant (tot i que algunes adopten la forma d'una xarxa), i es plega al voltant del projectil en ús. Alguns bressols tenen un orifici o esquerda que permet que el material emboliqui lleugerament el projectil, subjectant-ho així amb més seguretat.
A l'extrem d'un dels cordons (anomenat cordó de retenció) es forma un llaç amb el dit. A l'extrem de l'altre cordó (el cordó d'alliberament), és una pràctica comuna formar un nus o una llengüeta. El cordó d'alliberament se subjecta entre el dit i el polze per deixar-lo anar en el moment just, i pot tenir un trenat complex per afegir volum al final. Això fa que el nus sigui més fàcil de subjectar, i el pes extra permet recuperar l'extrem solt d'una fona descarregada amb un moviment de canell.
La construcció trenada resisteix l'estirament i, per tant, produeix una fona precisa. Les eslingues modernes es comencen trenant el cordó per al bucle del dit al centre d'un conjunt de cordons de doble longitud. Els cordons es dobleguen per formar el bucle del dit. El cordó retingut es trena a partir del bucle com un sol cordó fins a la butxaca. A continuació, es trena la butxaca, la majoria de vegades com un altre parell de cordons, o amb trenes planes o una xarxa teixida. La resta de l'eslinga, el cordó alliberat, es trena com un sol cordó, i després s'acaba amb un nus o una llengüeta trenada.

## Mecànica
Segons els poetes antics, les bales de fona podien penetrar les armadures, i els projectils de plom, escalfats pel pas per l'aire, es fonien al vol.
En el primer cas, sembla probable que els autors estiguessin indicant que les fones podien causar lesions a través de l'armadura per un efecte de percussió (és a dir, l'energia d'una bala de fona llançada a gran velocitat causant una lesió per traumatisme a l'impacte) més que per penetració. En aquest darrer cas, podem imaginar que es van impressionar pel grau de deformació que va patir la bala de plom després d'impactar en un objectiu dur.
Segons la descripció de Procopi, la fona tenia un abast efectiu major que el d'un arc i una fletxa dels huns. A la seva obra Història de les guerres descriu la mort d'un guerrer hun de part un foner:
«Ara bé, un dels huns que lluitava abans que els altres estava causant més problemes als romans que tots els altres. I un rústic va fer un bon tret i li va donar al genoll dret amb una fona, i immediatament va caure de cap del seu cavall a terra, cosa que va animar encara més els romans».

### Munició

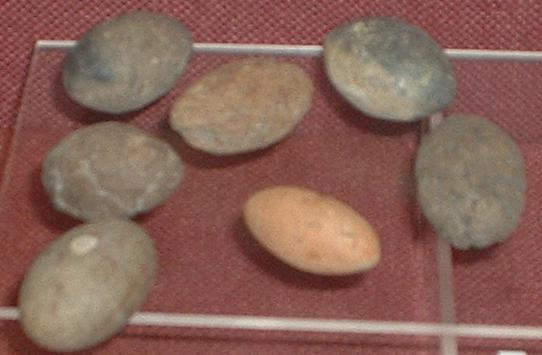
Projectils de fona d'argila cuita i pedra trobades al Fort del turó de l'Edat de Ferro de Ham Hill.

El projectil més senzill era una pedra, preferiblement ben arrodonida. La munició adequada sol provenir d'un riu o platja. La mida dels projectils pot variar dràsticament, des de còdols de no més de 50 grams fins a pedres de la mida d'un puny de 500 grams o més. L'ús d'aquestes pedres com a projectils està ben testificat al registre etnogràfic.
Els possibles projectils també es fabricaven a propòsit amb argila; això permetia una gran consistència de mida i forma per ajudar a l'abast i la precisió. S'han trobat molts exemples al registre arqueològic.
La millor munició era de plom fos. Els projectils de fona de plom s'utilitzaven molt al món grec i romà. Per a una massa determinada, el plom, en ser molt dens, ofereix la mínima mida i, per tant, la mínima resistència a l'aire. A més, els projectils de plom són petits i difícils de veure en vol; el seu impacte concentrat també és un millor perforador d'armadures i pot penetrar millor en un cos.
En alguns casos, el plom es fonia en un simple motlle obert fet empenyent un dit o un polze a la sorra i abocant el metall fos al forat. No obstant això, els projectils de fona es fonien amb més freqüència en motlles de dues parts. Aquests projectils tenen diverses formes, entre elles la d'un el·lipsoide que s'assembla molt a una gla; aquest podria ser l'origen de la paraula llatina per designar una fona de plom: "glandes plumbeae" (literalment "glans de plom") o simplement "glandes" (que significa "glans", en singular "gland").
Altres formes són l'esfèrica i la bicònica (la més comuna), que s'assembla a la forma de la closca d'una nou d'ametlla o d'una pilota de futbol americana aplanada.
Els antics no semblen haver aprofitat el procés de fabricació per produir resultats consistents; els projectils de plom varien significativament. La raó per la qual es va afavorir la forma d'ametlla no és clara: és possible que hi hagi algun avantatge aerodinàmic, però sembla igualment probable que hi hagi alguna raó més prosaica, com que la forma sigui fàcil d'extreure d'un motlle, o el fet que descansi en un bressol de fona amb poc perill de rodar. També és possible que la forma ametllada, no circular, faci girar la bala en vol en un efecte d'helicòpter o de disc, cosa que augmenta la distància de vol.
Els projectils de plom en forma d'ametlla solien tenir una longitud d'uns 35 mm i una amplada d'uns 20 mm, amb una massa aproximada de 28 grams. Molt sovint, els símbols o les escriptures s'emmotllaven en bales de plom per a fones. Se n'han trobat molts exemples, entre ells una col·lecció d'uns 80 projectils de fona del setge de Perúsia a Etrúria de l'any 41 aC, que es troba al museu de la moderna Perugia. Els símbols inclouen un raig estilitzat, una serp i un escorpí, que recorden com una fona pot colpejar sense previ avís. L'escriptura pot incloure el nom de la unitat militar propietària o del comandant, o pot ser més imaginativa: "Pren això", "Ai", "embarassa amb això" i fins i tot "Per al darrere de Pompeu" afegien un insult a la ferida, mentre que dexai ('pren això' o 'agafa! ') és merament sarcàstic.
Juli Cèsar escriu a De bello Gallico, llibre 5, sobre el tir d'argila que s'escalfa abans de la fona, perquè pugui calar foc a la palla.

#### Projectils "xiulants"
S'han trobat alguns projectils amb forats perforats. Es pensava que els forats eren per contenir verí. John Reid del Trimontium Trust, en trobar projectils romans foradats excavats al hillfort de Burnswark, ha proposat que els forats farien que els projectils "xiulessin" en vol i el so intimidaria els oponents. Els projectils foradats eren generalment petits i, per tant, no eren especialment perillosos. Podien cabre diverses en una bossa i un sol llançador podia produir una andanada terrorífica. Els experiments amb còpies modernes demostren que produeixen un so xiulant en vol.